# 16039 Zeglin
16039 Zeglin (1999 GH18) là một tiểu hành tinh nằm phía ngoài của vành đai chính được phát hiện ngày 15 tháng 4 năm 1999 bởi nhóm nghiên cứu tiểu hành tinh gần Trái Đất phòng thí nghiệm Lincoln ở Socorro.